# 謝利希夫
50°55′50″N 32°13′23″E / 50.93056°N 32.22306°E
謝利希夫（烏克蘭語：Селихів），是烏克蘭北部的村莊，隸屬切爾尼希夫州的普里盧基區。該村始建於1600年，面積0.59平方公里，海拔高度130米，2001年人口21，人口密度每平方公里35.6人。